# Карино (Архангельская область)
Карино — деревня в Вилегодском муниципальном округе Архангельской области.

## География
Находится в юго-восточной части Архангельской области на расстоянии приблизительно 20 км на восток-юго-восток по прямой от административного центра района села Ильинско-Подомское на правом берегу реки Анаваж.

## История
Отмечалась деревня ещё на карте 1794 года. В 1859 году здесь (деревня Сольвычегодского уезда Вологодской губернии) было учтено 12 дворов. До 2020 года входила в состав Павловского сельского поселения до его упразднения.

## Население
Численность населения: 85 человек (1859 год), 24 (русские 100 %) в 2002 году, 19 в 2010.